# Internacionals a l'Ebre
Internacionals a l'Ebre és un centre d'interpretació de La Fatarella dedicat al paper que van tenir les unitats militars internacionals que van participar en la batalla de l'Ebre: les Brigades Internacionals, les tropes feixistes italianes, la legió Còndor alemanya i les tropes regulars marroquines. La intervenció internacional en la Guerra Civil espanyola -definida sovint com l'antesala de la Segona Guerra Mundial- va ser un dels trets primordials del conflicte bèl·lic malgrat l'existència del Comitè de No-intervenció. Es va inaugurar el 27 de març de 2010. Altres centres similars són Soldats a les Trinxeres, a Vilalba dels Arcs; Hospitals de Sang, a Batea; Les Veus del Front, al Pinell de Brai, i 115 Dies, a Corbera d'Ebre.